# Покатилов, Иван Григорьевич

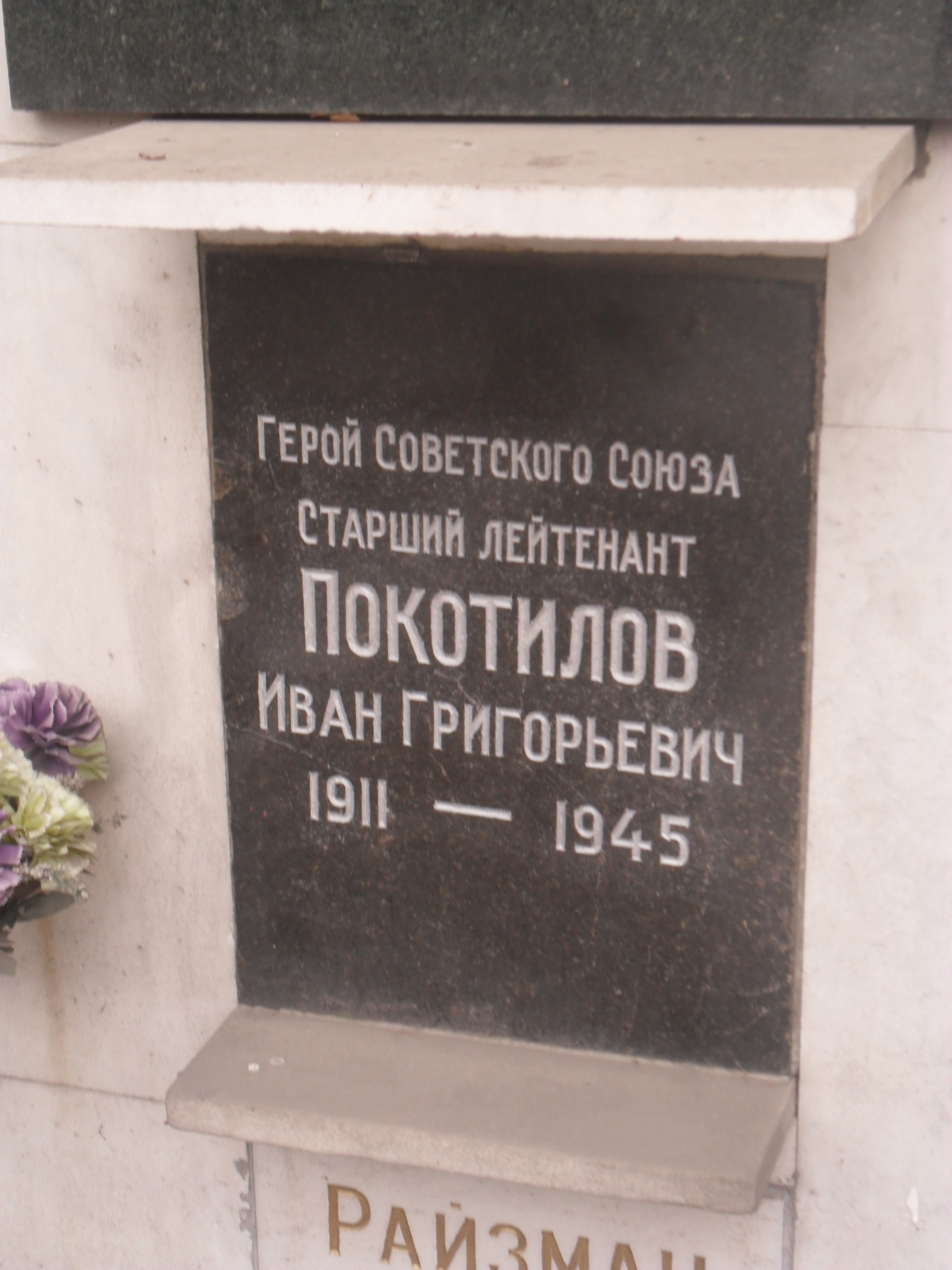
Плита Покатилова в колумбарии на Новодевичьем кладбище Москвы.

Иван Григорьевич Покатилов, другие варианты фамилии Покотилов, Покотило (1911—1945) — гвардии старший лейтенант Рабоче-крестьянской Красной Армии, участник Великой Отечественной войны, Герой Советского Союза (1944).

## Биография
Иван Покатилов родился 23 сентября 1911 года в селе Дубиново Тридубской волости Балтского уезда Подольской губернии (ныне — Савранский район Одесской области Украины). Окончил начальную школу. В 1930 году Покатилов был призван на службу в Рабоче-крестьянскую Красную Армию. В 1938 году он окончил курсы младших лейтенантов. С февраля 1943 года — на фронтах Великой Отечественной войны.
К ноябрю 1943 года гвардии старший лейтенант Иван Покатилов был старшим адъютантом мотострелкового пулемётного батальона 55-й гвардейской танковой бригады 7-го гвардейского танкового корпуса, 3-й гвардейской танковой армии, 1-го Украинского фронта. Отличился во время освобождения Украинской ССР. В период с 4 по 14 ноября 1943 года батальон Покатилова действовал во вражеском тылу под Киевом и Попельней, отразив большое количество немецких контратак. В тех боях Покатилов получил ранение, но продолжал сражаться, успешно выведя батальон из вражеского окружения.
```
Указом Президиума Верховного Совета СССР «О присвоении звания Героя Советского Союза генералам, офицерскому, сержантскому и рядовому составу Красной Армии» от 10 января 1944 года за «
образцовое выполнение боевых заданий командования на фронте борьбы с немецко-фашистскими захватчиками и проявленные при этом отвагу и геройство»
 был удостоен высокого звания 
Героя Советского Союза
 с вручением 
ордена Ленина
 и 
медали «Золотая Звезда»
[
2
]
.
```

В последующих боях Покатилов получил тяжёлые ранения, от которых умер в ГВГ КА 13 января 1945 года. Похоронен в колумбарии Новодевичьего кладбища Москвы.

## Награды
- Герой Советского Союза (10.01.1944, медаль «Золотая Звезда» № 4055)[5];
- орден Ленина (10.01.1944)[5];
- орден Красного Знамени (27.09.1943)[6];
- орден Отечественной войны II степени (20.08.1943)[7];
- орден Красной Звезды (25.07.1943)[8].

## Память
В родном селе Дубиново установлен памятник герою-земляку, также имеется улица его имени (48°07′55″ с. ш. 30°16′51″ в. д.).
В городе Шиханы Саратовской области названа улица в честь И. Г. Покатилова (Во время ВОВ Покатилов И. Г. проходил подготовку в танковой школе в Шиханах).